# Claudia Burkart
Claudia Burkart est une hockeyeuse argentine née le 22 février 1980 à Buenos Aires.

## Biographie
Claudia Burkart naît à Buenos Aires le 22 février 1980.

### En équipe nationale d'Argentine
Elle fait partie de l'effectif de l'équipe nationale argentine de hockey sur gazon lors de la Coupe du monde féminine de hockey sur gazon 2002 (l'Argentine la remporte), de la Coupe du monde féminine de hockey sur gazon 2006 (l'Argentine finit troisième), lors des Jeux Olympiques de 2004 et 2008 (deux médailles de bronze pour l'Argentine) et la Coupe du monde féminine de hockey sur gazon 2010, bien qu'elle ait annoncé l'année précédente ne plus y jouer.